# علي عبد الوهاب المطوع
علي عبد الوهاب المطوع، سياسي كويتي وعضو سابق في المجلس التشريعي الكويتي الثاني.

## عن حياته
ولد علي عبد الوهاب المطوع في الكويت - فريج القناعات - دخل الحياة البرلمانية في انتخابات المجلس التشريعي الكويتي الثاني وحصل علي 202 صوت، في الترتيب ال 16 وفاز بالمقعد، وهو والد الرئيس السابق لمجلس إدارة جمعية الإصلاح الاجتماعي عبد الله المطوع.